# Kanton La Grave
La Grave is een voormalig kanton van het Franse departement Hautes-Alpes. Het kanton maakte deel uit van het arrondissement Briançon totdat het op 22 maart 2015 werd opgeheven en de beide gemeenten werden opgenomen in het op die dag opgerichte kanton Briançon-1.

## Gemeenten
Het kanton La Grave omvatte de volgende gemeenten:
- La Grave (hoofdplaats)
- Villar-d'Arêne